# Internet control message protocol
Internet Control Message Protocol (ICMP) er en del af TCP/IP-protokolsuiten og er defineret i RFC 792. ICMP-beskeder bliver typisk genereret som svar på fejl i IP-datagrammer, for at diagnostikere et lokalnet og til "routing"-formål.
Flere jævnligt brugte netværkshjælpeværktøjer fungerer ved hjælp af ICMP-beskeder. Mest kendt er nok hjælpeværktøjet "ping", med hvilket man kan "pinge" en anden TCP/IP-node. Ping benytter ICMP's "echo"- og "echo reply"-beskeder. En relateret kommando er "traceroute" (på Microsoft Windows-platforme "tracert") der fungerer ved at sende UDP-datagrammer med et manipuleret IP-time-to-live (TTL)-felt og derpå forventer ICMP's "time to live exceeded in transit"- og "destination unreachable"-beskeder som svar.
ICMP-beskeder er kapslet ind i et IP-datagram og modtagelse er derfor ikke garanteret.

## Ekstern henvisning
- RFC792 (på engelsk)